# Schmetterlingssatz

Schmetterlingssatz

Der Schmetterlingssatz  (englisch Butterfly theorem) ist ein Lehrsatz der Elementargeometrie, der eine Eigenschaft von Kreissehnen behandelt und sich als Korollar des Sehnensatzes unter Anwendung der Ähnlichkeitslehre ergibt. Der Name erklärt sich aus der Ähnlichkeit zwischen einer Planfigur zu diesem Satz und der skizzenhaften Darstellung eines Schmetterlings.

## Formulierung des Satzes
Gegeben sei ein Kreis mit einer Sehne {\displaystyle [ST]}. {\displaystyle M} sei der Mittelpunkt dieser Sehne. {\displaystyle [AB]} und {\displaystyle [CD]} seien zwei weitere Kreissehnen, die ebenfalls durch {\displaystyle M} gehen. Dabei sollen {\displaystyle A} und {\displaystyle C} auf derselben Seite von {\displaystyle [ST]} liegen. {\displaystyle P} und {\displaystyle Q} seien die Schnittpunkte der Kreissehnen {\displaystyle [AD]} bzw. {\displaystyle [CB]} mit {\displaystyle [ST]}.
Dann gilt: {\displaystyle M} ist auch der Mittelpunkt der Strecke {\displaystyle [PQ]} .